# Boulia Airport
Boulia Airport är en flygplats i Australien. Den ligger i kommunen Boulia och delstaten Queensland, omkring 1 400 kilometer väster om delstatshuvudstaden Brisbane.
Trakten runt Boulia Airport är nära nog obefolkad, med mindre än två invånare per kvadratkilometer..
Omgivningarna runt Boulia Airport är i huvudsak ett öppet busklandskap. Genomsnittlig årsnederbörd är 244 millimeter. Den regnigaste månaden är februari, med i genomsnitt 68 mm nederbörd, och den torraste är augusti, med 1 mm nederbörd.